# 甘榜峇鲁
甘榜峇鲁（直译：新村），是馬來西亞首都吉隆坡市中心的一個馬來社區，位於吉隆坡城中城西北方，也是吉隆坡市中心地段最后一个馬來村落，也是一塊背負馬來民族歷史的馬來人保留地。北臨拉惹慕達阿都阿茲路，南臨巴生河，東枕敦拉薩路，西臨秋傑。面積約90公頃，2012年時有1000名地主，共有35,000人居住在區內的七條村莊裡，分別為包括Kampung Atas A&B、Kampung Masjid、Kampung Periuk、Kampung Pasir Hujung、Kampung Paya及Kampung Pindah。

## 歷史

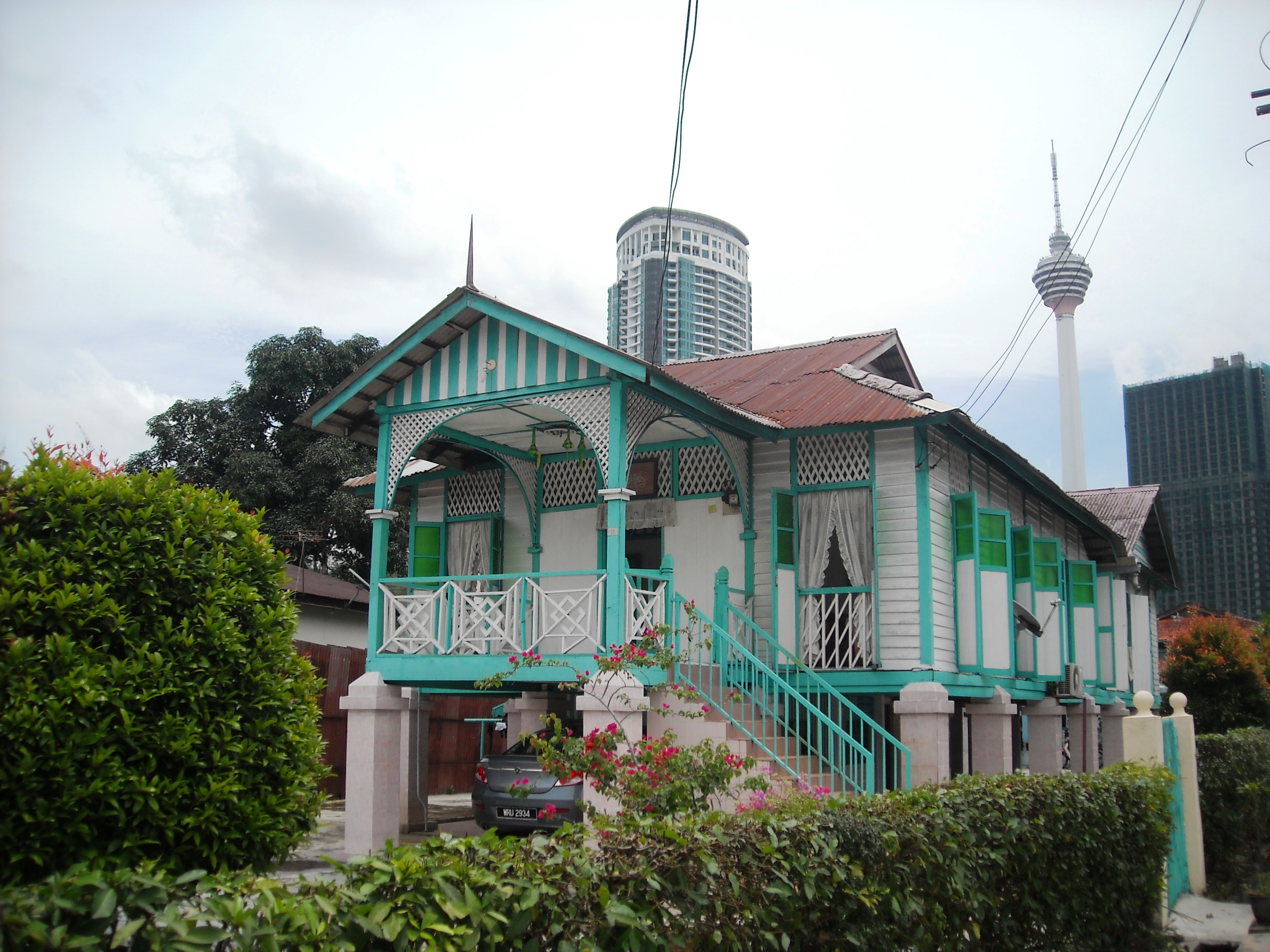
甘榜峇魯的馬來傳統民居，右後為吉隆坡塔

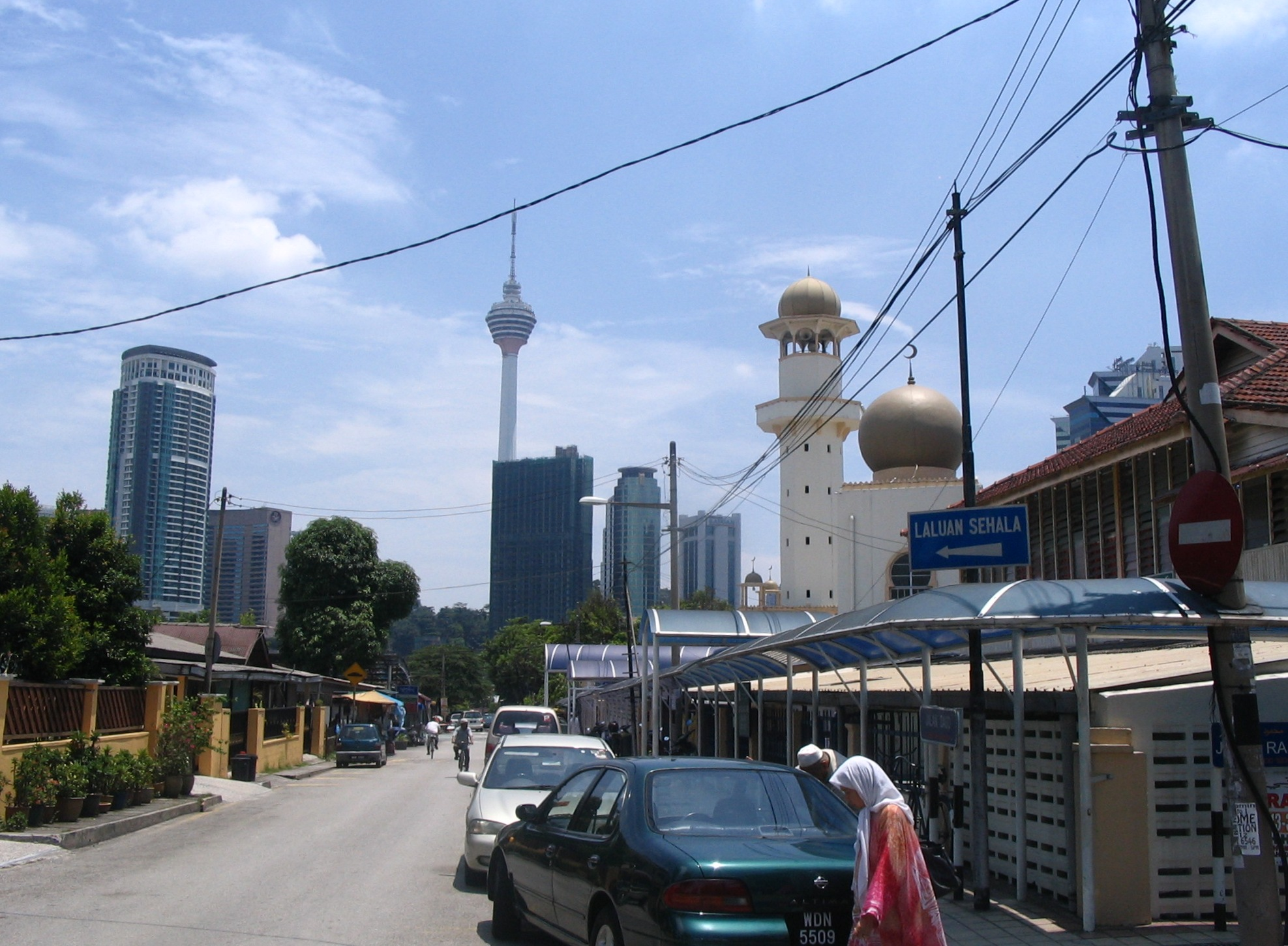
呈現傳統馬來聚落模樣的甘榜峇魯

甘榜峇鲁在1900年由英國殖民政府及雪蘭莪蘇丹蘇萊曼批准在巴生河畔劃出一塊土地把，居住在巴生河上游及鵝嘜河沿岸錫礦場的馬來人遷移至此，以保留馬來族傳統的鄉村生活方式，並由馬來農村機構（Malay Agriculture Settlement）負責管理。甘榜峇鲁在馬來人歷史上有著重要的地位，是許多馬來知識份子的基地，是孕育馬來精英份子的搖籃。蘇丹和英政府都大力鼓勵馬來子弟上學唸書，1920至30年代，甘榜峇魯有了女子學校，甘榜裡的馬來女孩開始坐著牛車上學，和男孩享有同等的教育機會。
許多馬來西亞近代歷史重大事件在此發生，包括1946年3月馬來人代表大會在此舉行，這場大會激發馬來西亞馬來人的愛國思潮，推動了巫統的正式成立。這裡也是改變馬來西亞政治生態的513事件之起源地，也因此被认为是马来精神的发源地。1998年，當時身陷囹圄的拿督斯里安華啟動烈火莫熄運動的地方，後來安華重返政壇，也選在甘榜峇魯發表第一場演說。
隨著時代的演進，甘榜峇魯如今已不再進行傳統農業活動，轉而發展成混合型居住及商業區。儘管坐落在吉隆坡金三角地帶，當地依然保留許多傳統的馬來高腳屋，四周被高樓大廈包圍。
今天，甘榜峇魯的人口中，只有30%是原來的村民，其他都是外來者。甘榜峇魯的地段寸土黃金，馬來西亞政府曾多次推動收購計劃，惟都無疾而終。多年來當地人拒絕出售土地作進行再發展，直到2016年，馬來西亞政府宣佈將這裡規劃成新的經濟樞紐，並開出每平方尺1000令吉的售價獻議，收購程序如今還在進行中。在重建計劃當中，房屋發展項目將占70%，只限馬來人購買。另外一項旗艦項目即馬來遺產公園，屆時將擁有馬來遺產廣場、美食商業街、馬來文化、表演及藝術中心等。

## 公共交通

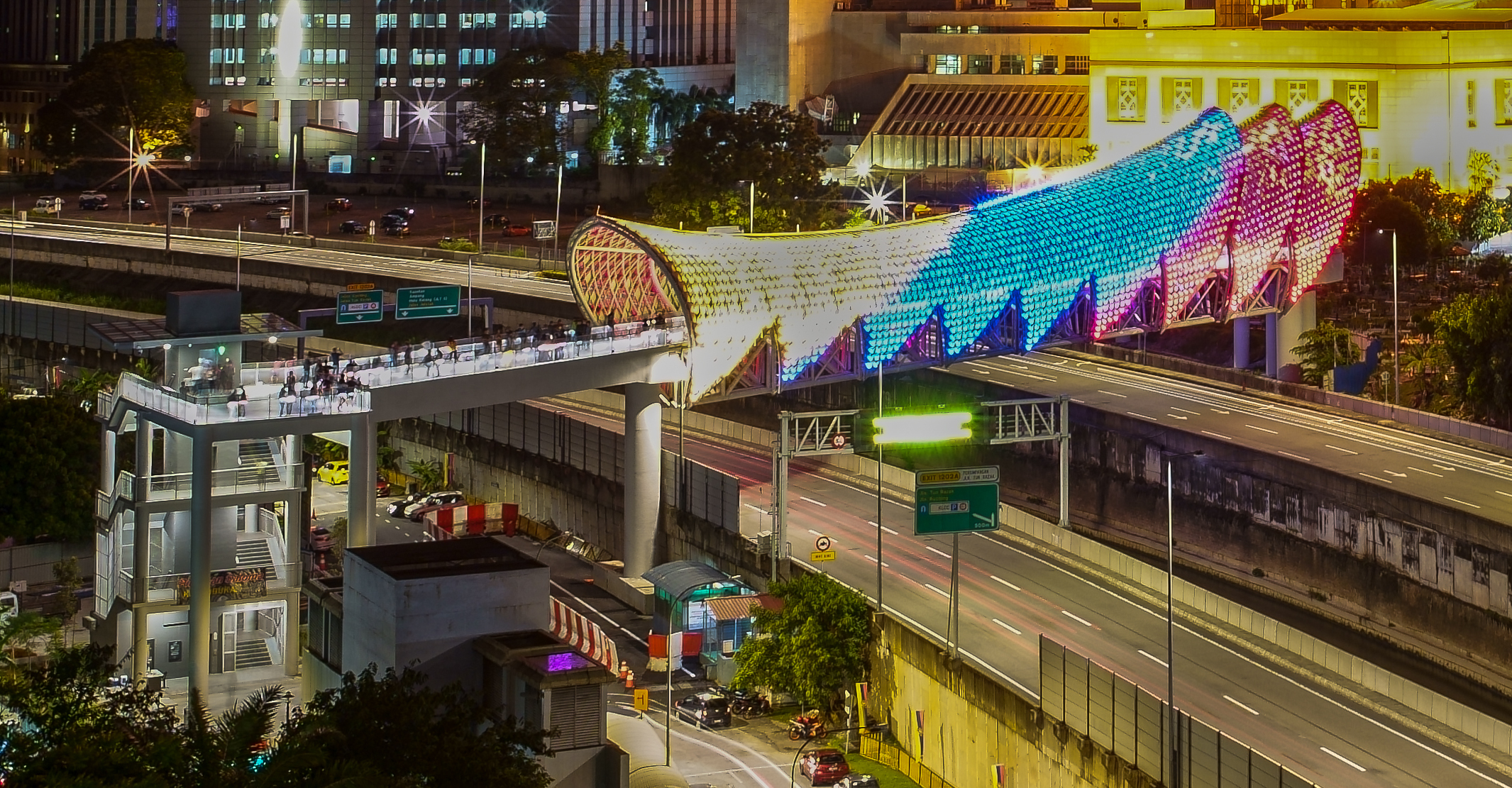
連結甘榜峇魯與吉隆坡城中城的莎羅馬行人天橋

KJ08 甘榜峇魯站巴生谷5 格拉那再也綫，是当地目前唯一的轨道交通车站。建设中的12 布城线也将在甘榜峇鲁北部设立站点。2020年2月，全長370公尺莎羅馬行人天橋開放使用，使當地民眾得以使用步行的方式前往吉隆坡城中城。
| 車站編號 | 車站名称   | 原文名       | 车站服务       |
| -------- | ---------- | ------------ | -------------- |
| KJ08     | 甘榜峇魯站 | Kampung Baru | 5 格拉那再也綫 |